# Charles Bartsch
Pour les articles homonymes, voir Bartsch.
Charles Bartsch, né le 9 décembre 1907 à Grivegnée (Liège) et mort à Menton le 22 avril 1979, est un musicien belge, violoncelliste, chef d'orchestre et compositeur.

## Sa vie
Charles Bartsch est le cadet d'une famille de cinq enfants, tous initiés à la musique par un père horloger et professeur de musique dans les écoles primaires de sa commune. Très doué pour le violon, car ayant assisté aux leçons de violon que donnait son père, il déchiffre et joue à la surprise de ce dernier, une étude de Kreisler laissée sur un pupitre à côté de son violon. Mais deux de ses aînés jouant du violon, il est décidé qu'il jouera du violoncelle. Il entre au Conservatoire royal de Liège à dix ans et demi et obtient son premier prix à quatorze ans et demi, en culottes courtes. Il pratique déjà depuis un certain temps son instrument dans le cinéma muet (et sans bande son) de son quartier, dans la Philharmonie locale que son père a créée et dans des salons de thé. Son Premier Prix lui ouvrant les portes de l'Orchestre du Conservatoire, on lui achète un pantalon long. À dix-huit ans, il obtient la Médaille de Vermeil du Gouvernement, récompense suprême pour un instrumentiste. Son professeur Hubert Rogister l'accompagne à Paris pour le présenter à Paul Bazelaire, sa médaille étant associée à une bourse.
Il bénéficie aussi des cours de Diran Alexanian. Il entre en 1928 à l'OSP (Orchestre symphonique de Paris) dès sa création. Il en devient violoncelle solo en 1930. Il y donne sous la direction de Pierre Monteux, deux premières auditions en France : la Rhapsodie de Miklós Rózsa et Voice in the Wilderness (1937) d'Ernest Bloch. Il obtient le premier 1er prix Casals en 1933. Il joue avec l'orchestre Colonne une des premières auditions de la Rhapsodie de Jean Rivier, et avec l'Orchestre Lamoureux, le concerto d'Émile Passani. Il crée à la Radio française et à Radio Genève le concerto de violoncelle de Schönberg. Naturalisation française. On l'entend dans des concerts radiodiffusés en France, Belgique, Luxembourg, Angleterre, Suisse et Tchécoslovaquie.
Il fait avec l'auteur une première lecture du quatuor d'Albert Roussel et revoit avec lui en 1934 l'ébauche de son concerto de violoncelle. En 1942, il succède à Eisenberg à la classe de violoncelle de l'École normale de musique de Paris, créée par Alfred Cortot. Il y enseigne la musique jusqu'en 1949.
À la fin de la Seconde Guerre mondiale et dans l'après-guerre, il fait de nombreuses tournées en Afrique du Nord et en Grande-Bretagne avec le Quintette de l'Atelier.
Il étudie la direction d'orchestre avec Pierre Monteux et André Cluytens. Il dirige la création en Belgique de La Moresca d'André Amellér en 1954.
Sollicité par le Conservatoire de Liège de succéder à Hubert Rogister, à la classe de violoncelle, il revient à Liège en 1949. Il retrouve la nationalité belge qui en fait ne lui a pas été retirée lors de sa naturalisation française. À côté de son enseignement du violoncelle, il devient violoncelle solo de l'Orchestre Symphonique de Liège, puis chef de cet orchestre en 1961. Violoncelle solo de la Philharmonie d'Anvers, il réside dans cette ville en poursuivant son enseignement à Liège, jusqu'à sa retraite en 1972, qu'il prend à Menton. Il aura l'occasion d'assurer, au conservatoire de Nice, des remplacements de son ami Paul Tortelier, à la classe de musique de chambre, lorsque celui-ci doit s'absenter en raison de son importante carrière de soliste.

## Son œuvre
Parmi ses compositions pour grand orchestre a été jouée, on relève 6 concertos pour violon, violoncelle, piano, clavecin, trompette et timbales, une symphonie, une fantaisie languedocienne, un impromptu sur des thèmes populaires wallons et une "Musique pour un ballet imaginaire" ainsi qu'un ballet "La Chatte".
47 œuvres pour instrument seul, sonates, suites, trio, quintette à vent ou sextuor sont éditées par J.Maurer et Métropolis.
Parmi les 250 compositions enregistrées par la SABAM on note 103 œuvres vocales.
Il est aussi l'auteur de: Technique vocale et instrumentale. Essai de synthèse, suivi de réflexions sur l'interprétation, éditions Alpha-Clean, 1971.

## Sources
- SABAM
- Nouvelle biographie nationale vol 7 p. 23-24 Académie des sciences, des lettres et des beaux-arts de Belgique.
- International Who's Who in Music and Musician's Directory vol. 10 p. 928